# Guerra de África
La guerra de África, primera guerra de Marruecos o guerra hispano-marroquí fue un conflicto bélico que enfrentó a España con el sultanato de Marruecos entre 1859 y 1860, durante el período de los Gobiernos de la Unión Liberal del reinado de Isabel II. La guerra finalizó con el Tratado de Wad-Ras, firmado el 26 de abril de 1860, que declaraba a España como vencedora e imponía a Marruecos una serie de cesiones e indemnizaciones.

## Antecedentes
Desde 1840 las ciudades de Ceuta y Melilla sufrían constantes incursiones por parte de grupos marroquíes de la región del Rif. A ello se unía el acoso a las tropas destacadas en distintos puntos, sobre todo en 1844, 1845, 1848 y 1854. Las acciones eran inmediatamente contestadas por el Ejército español, pero al internarse en territorio marroquí los agresores ponían emboscadas. La situación se repetía de forma habitual.
En 1859 el gobierno de la Unión Liberal, presidido por su líder el general Leopoldo O'Donnell, presidente del Consejo de Ministros y ministro de la Guerra, bajo el reinado de Isabel II, firmó un acuerdo diplomático con el sultán de Marruecos que afectaba a las plazas de soberanía española de Melilla, Alhucemas ,Vélez de la Gomera y Ceuta. Entonces el Gobierno español decidió realizar obras de fortificación en torno a esta última ciudad, lo que fue considerado por Marruecos como una provocación.
Cuando en agosto de 1859 un grupo de rifeños atacó a un destacamento español que custodiaba las reparaciones en diversos fortines de Ceuta, Leopoldo O'Donnell, presidente del Gobierno en aquel momento, exigió al sultán de Marruecos un castigo ejemplar para los agresores. Sin embargo, esto no sucedió.
Entonces el Gobierno español decidió invadir el sultanato de Marruecos por «ultraje inferido al pabellón español por las hordas salvajes» cercanas a Ceuta. Los auténticos motivos de la expedición colonial, aunque se dijo que se trataba de «rehacerse en sus fértiles comarcas de nuestras pérdidas coloniales» fueron de orden interno. El Gobierno español también "vio en aquel conflicto menor la oportunidad de mejorar la imagen de España en el exterior y de beneficiarse él mismo del clima patriótico que los sucesos de Ceuta generaron en la sociedad española".
La reacción popular fue unánime y todos los grupos políticos, incluso la mayoría de los miembros del Partido Democrático apoyaron sin fisuras la intervención. En Cataluña y el País Vasco se organizaron centros de reclutamiento de voluntarios para acudir al frente, donde se inscribieron muchos carlistas, sobre todo procedentes de Navarra, en un proceso de efervescencia patriótica como no se había dado desde la Guerra de la Independencia.
La ola de patriotismo que se extendió por todo el país también fue fomentada por la Iglesia Católica cuando alentó a los soldados «a no volver sin dejar destruido el islamismo, arrasadas las mezquitas y clavada la cruz en todos los alcázares».
O'Donnell, hombre de gran prestigio militar, y justo en el momento en el que estaba en plena expansión su política de ampliación de las bases de apoyo al gobierno de la Unión Liberal, consciente también que desde la prensa se reclamaba con insistencia una acción decidida del Ejecutivo, propuso al Congreso de los Diputados la declaración de guerra a Marruecos el 22 de octubre, tras recibir el beneplácito de los gobiernos francés y británico, a pesar de las reticencias de Londres por el control de la zona del estrecho de Gibraltar.

## Desarrollo de las operaciones

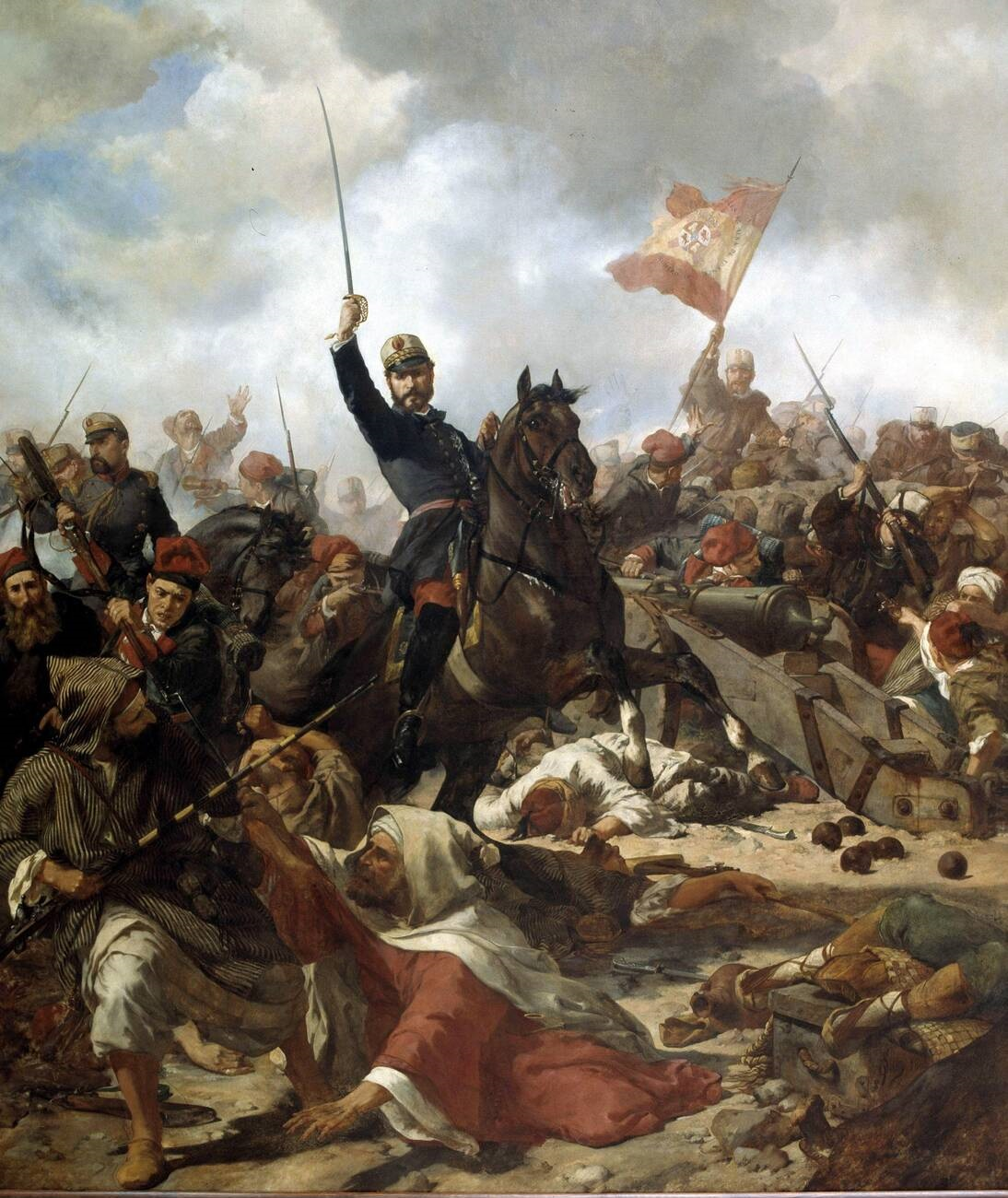
El general Prim en la guerra de África, obra de Francisco Sans Cabot.

La guerra, que duró cuatro meses, se inició en diciembre de 1859 cuando el Ejército español, desembarcado en Ceuta el mes anterior, comenzó la invasión del sultanato de Marruecos. Se trataba de un ejército mal equipado, preparado y dirigido, y con un aprovisionamiento muy deficiente,[cita requerida] lo que explica que de los cerca de 4000 muertos españoles, dos tercios no murieran en el campo de batalla, sino que fueran víctimas del cólera y de otras enfermedades. Para el desplazamiento de tropas y aprovisionamiento se estableció una línea férrea entre Tetuán y Río Martín, la segunda del continente Africano, que se desmanteló en 1862. A pesar de ello se sucedieron las victorias en las batallas de los Castillejos —donde destacó el general Juan Prim, lo que le valió el título de marqués de los Castillejos—, la de Tetuán —ciudad que fue tomada el 6 de febrero de 1860 y que le valió a O'Donnell el título de duque de Tetuán— y la de Wad Ras del 23 de marzo que despejó el camino hacia Tánger, victorias que fueron magnificadas por la prensa en España.
El ejército expedicionario que partió de Algeciras estaba compuesto por unos 45 000 hombres, 3000 mulos y caballos y 78 piezas de artillería, apoyado por una escuadra de guerra formada por un navío de línea, dos fragatas de hélice y una de vela, dos corbetas, cuatro goletas, once vapores de ruedas y tres faluchos, además de nueve vapores y tres urcas que actuaron como transportes de tropas. O'Donnell dividió las fuerzas en tres cuerpos de ejército, en los que puso al frente a los generales Juan Zavala de la Puente, Antonio Ros de Olano y Rafael de Echagüe. El grupo de reserva estuvo bajo el mando del general Juan Prim. La División de Caballería, al mando del mariscal de campo Félix Alcalá Galiano, estaba compuesta por dos brigadas, la primera al mando del brigadier Juan de Villate y la segunda al mando del brigadier Francisco Romero Palomeque. El almirante Segundo Díaz Herrero fue nombrado jefe de la escuadra.

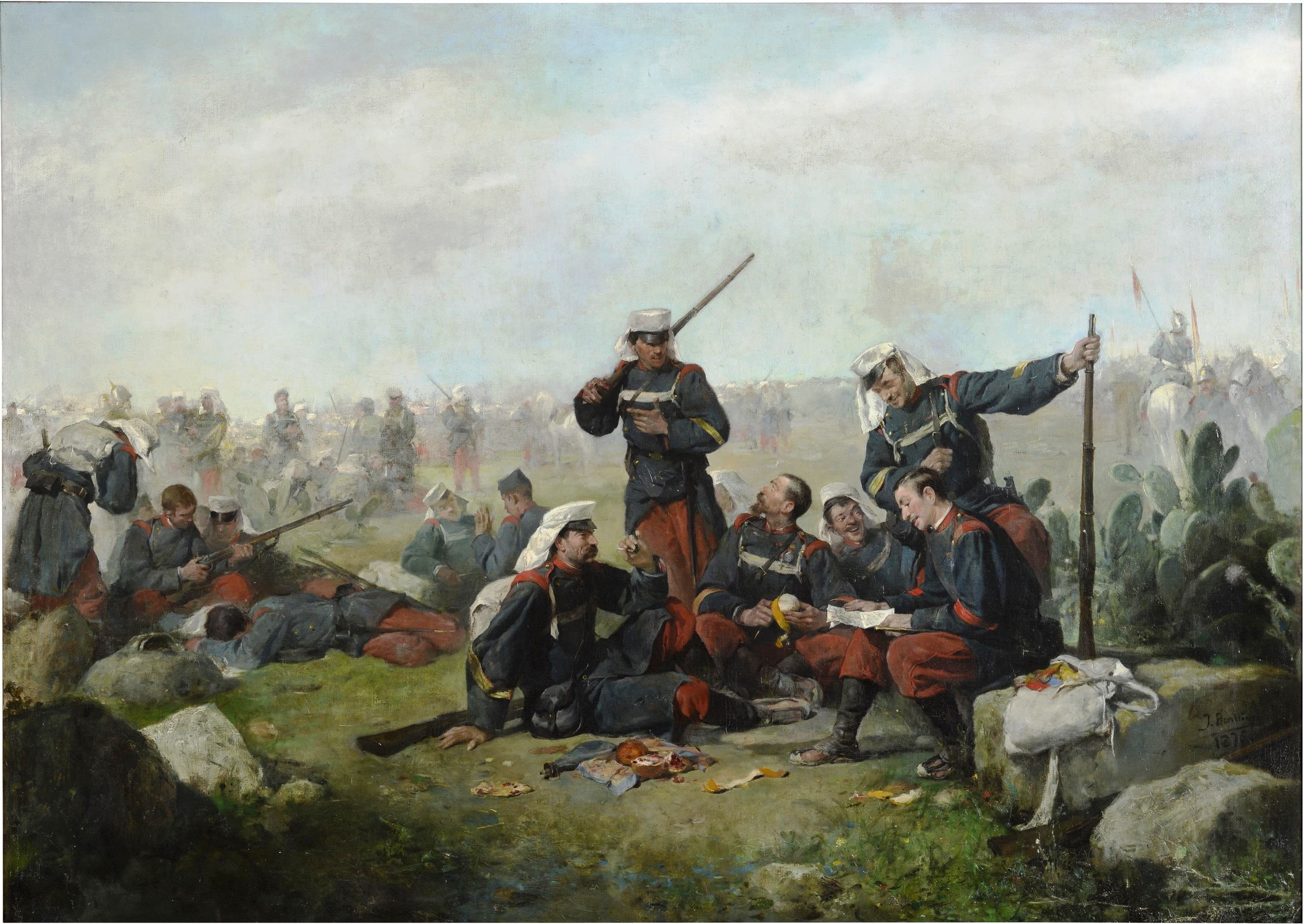
El Descanso en la marcha, José Benlliure, Museo del Prado (en depósito en el Museo de Bellas Artes de Valencia)

Los objetivos fijados eran la toma de Tetuán y la ocupación del puerto de Tánger. El 17 de diciembre se desataron las hostilidades por la columna mandada por Zabala que ocupó la sierra de Bullones. Dos días después Echagüe conquistó el Palacio del Serrallo y O'Donnell se puso al frente de la fuerza que desembarcó en Ceuta el 21. El día de Navidad los tres cuerpos de ejército habían consolidado sus posiciones y esperaban la orden de avanzar hacia Tetuán. El 1 de enero de 1860, el general Prim avanzó en tromba hasta la desembocadura de Uad el-Jelú con el apoyo al flanco del general Zabala y el de la flota que mantenía a las fuerzas enemigas alejadas de la costa. Las refriegas continuaron hasta el 31 de enero, en que fue contenida una acción ofensiva marroquí, y O'Donnell comenzó la marcha hacia Tetuán, con el apoyo de los voluntarios catalanes. Recibía la cobertura del general Ros de Olano y de Prim en los flancos. La presión de la artillería española desbarató las filas marroquíes hasta el punto de que los restos de este ejército se refugiaron en Tetuán, que cayó el día 6 de febrero.
El siguiente objetivo era Tánger. El Ejército español se vio reforzado por otra división de infantería de 5600 soldados, junto a la que desembarcaron las unidades voluntarias vascas (los Tercios Vascongados) y navarras, formadas por 3000 hombres, la mayoría carlistas, junto al batallón de voluntarios catalanes, con unos 450 reclutas de la misma procedencia. Desembarcaron durante el mes de febrero hasta completar una fuerza suficiente para la ofensiva del 11 de marzo. El 23 de marzo se produjo la batalla de Wad-Ras en la que venció el Ejército español y forzó la petición de paz del comandante marroquí Muley Abbás.

## Tratado de Wad-Ras

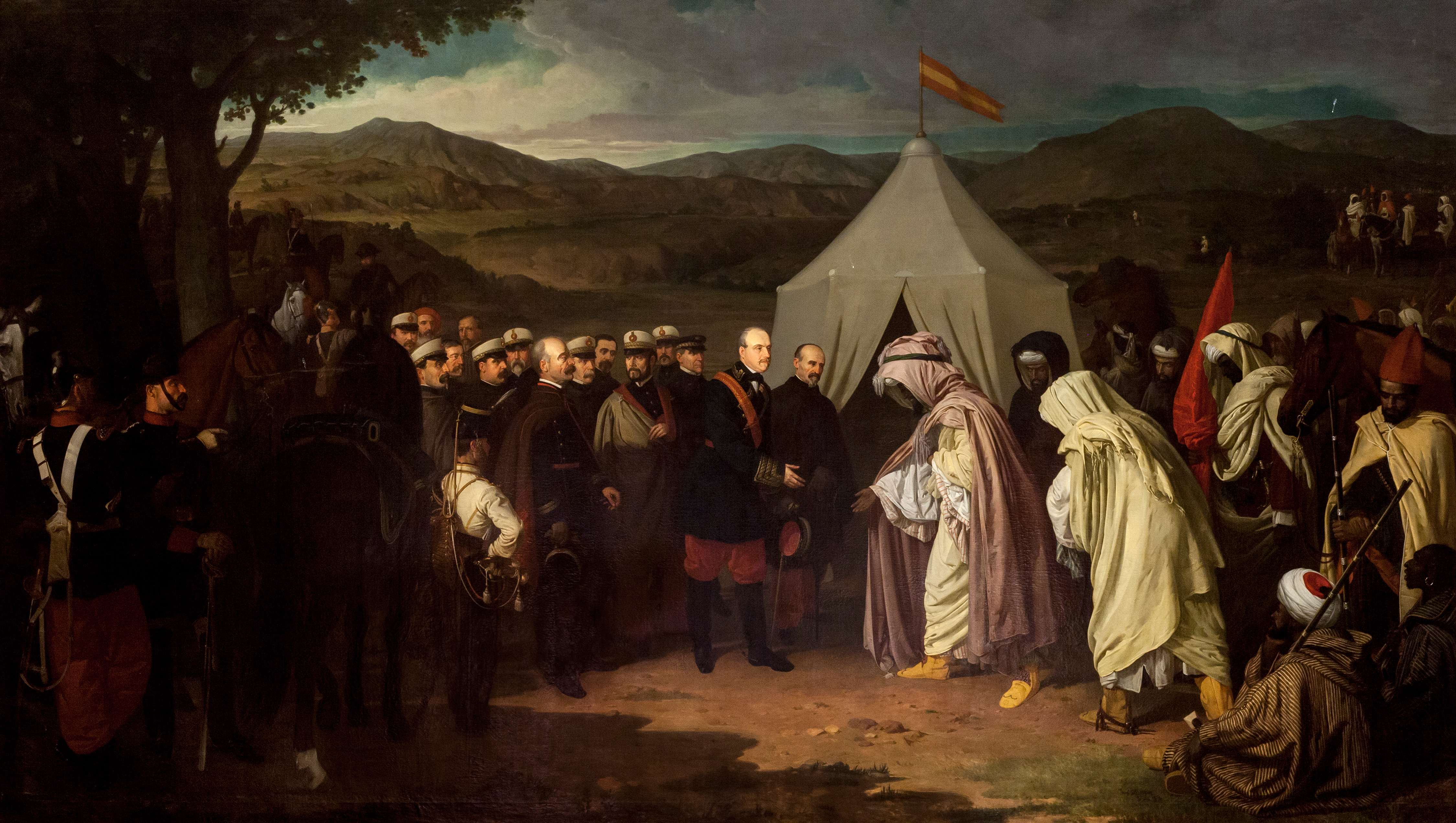
La Paz de Wad-Ras, obra de Joaquín Domínguez Bécquer.

Tras un armisticio de 32 días, se firmó el Tratado de Wad-Ras en Tetuán el 26 de abril, en el que se declaraba a España vencedora de la guerra y a Marruecos perdedor y único culpable de la misma. El acuerdo estipuló lo siguiente:
- España amplía los territorios de Ceuta y Melilla a perpetuidad.
- El cese de las incursiones marroquíes a Ceuta y Melilla.
- Marruecos reconocía la soberanía de España sobre las islas Chafarinas.
- Marruecos indemnizaba a España con 400 millones de reales.
- España recibía el pequeño territorio de Santa Cruz de Mar Pequeña (lo que más tarde sería Sidi Ifni) para establecer una pesquería.
- Tetuán quedaría bajo administración temporal española hasta que el sultanato pagase las deudas a España.

La paz que se firmó el 26 de abril de 1860 fue calificada de «paz chica para una guerra grande» por algunos medios de prensa, argumentando que O'Donnell debía haber conquistado Marruecos, aunque desconocían el pésimo estado en que se encontraba el ejército español tras la batalla de Wad Ras y que el Gobierno español se había comprometido con los británicos a no ocupar Tánger ni ningún territorio que pusiera en peligro el dominio británico del estrecho de Gibraltar. O'Donnell se excusó diciendo que España estaba llamada «a dominar una gran parte del África», pero la empresa requeriría «lo menos de veinte a veinticinco años». Además, el tratado comercial firmado con Marruecos acabó beneficiando más a Francia y el Imperio británico; y el territorio de Ifni, al sur de Marruecos, no fue ocupado hasta 70 años después. Por último, las presiones británicas para mantener el statu quo en la zona del estrecho de Gibraltar obligaron a España a evacuar Tetuán dos años después.

## Consecuencias

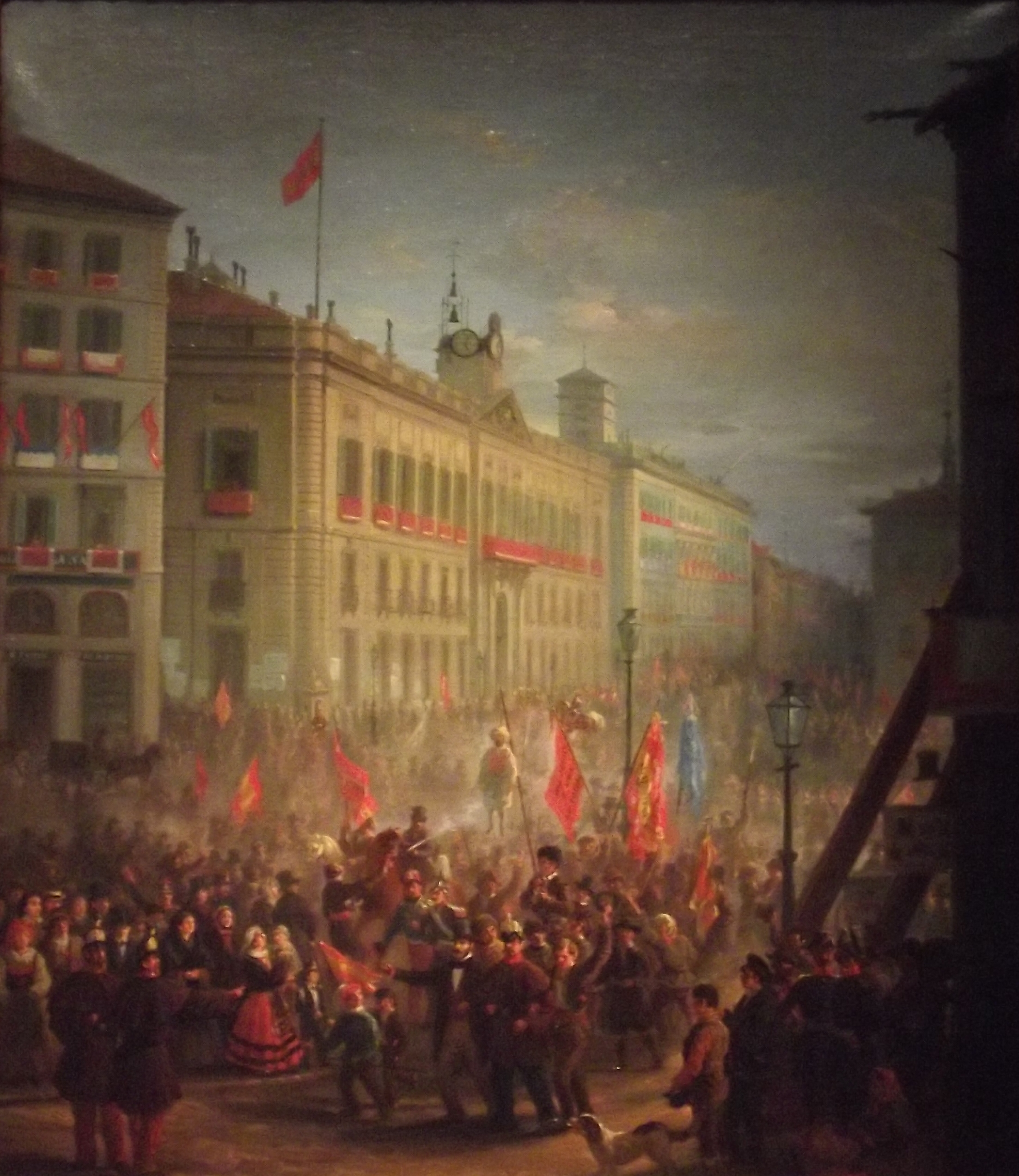
Recibimiento del Ejército de África en la Puerta del Sol (c. 1860) de Joaquín Sigüenza y Chavarrieta, Museo del Romanticismo, óleo sobre lienzo.

La guerra de África fue un completo éxito para el Gobierno español y aumentó su respaldo popular, pues levantó una gran ola de patriotismo por todo el país, a pesar de que "el desenlace de la guerra no colmó, sin embargo, las expectativas creadas en un clima de euforia patriótica que no tenía parangón en la historia reciente".
La guerra de África produjo una gran cantidad de crónicas periodísticas, pues varios periódicos enviaron corresponsales a la zona, relatos, obras literarias, canciones, cuadros, monumentos, etc., muchas de ellas teñidas de un patriotismo grandilocuente y eminentemente propagandístico. El corresponsal del diario La Iberia, Núñez de Arce, escribió en una de sus crónicas:

El cielo me ha proporcionado la dicha de ser testigo de la empresa más grande, más heroica que ha acometido y llevado a feliz término nuestra querida España desde la gloriosa guerra de la Independencia

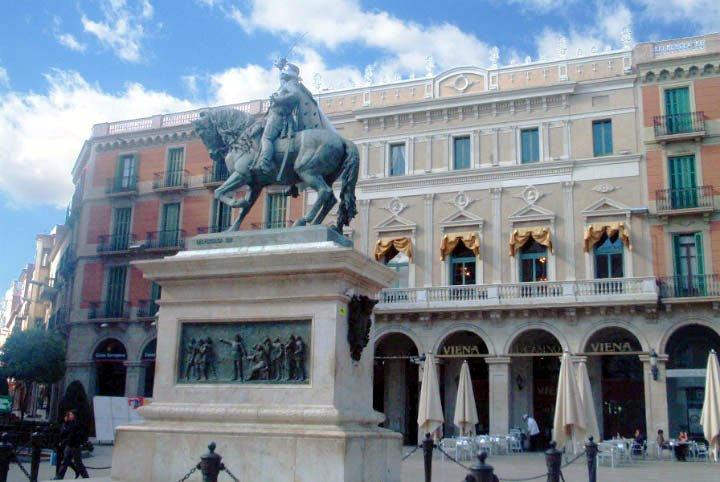
Reus, monumento al general Prim.

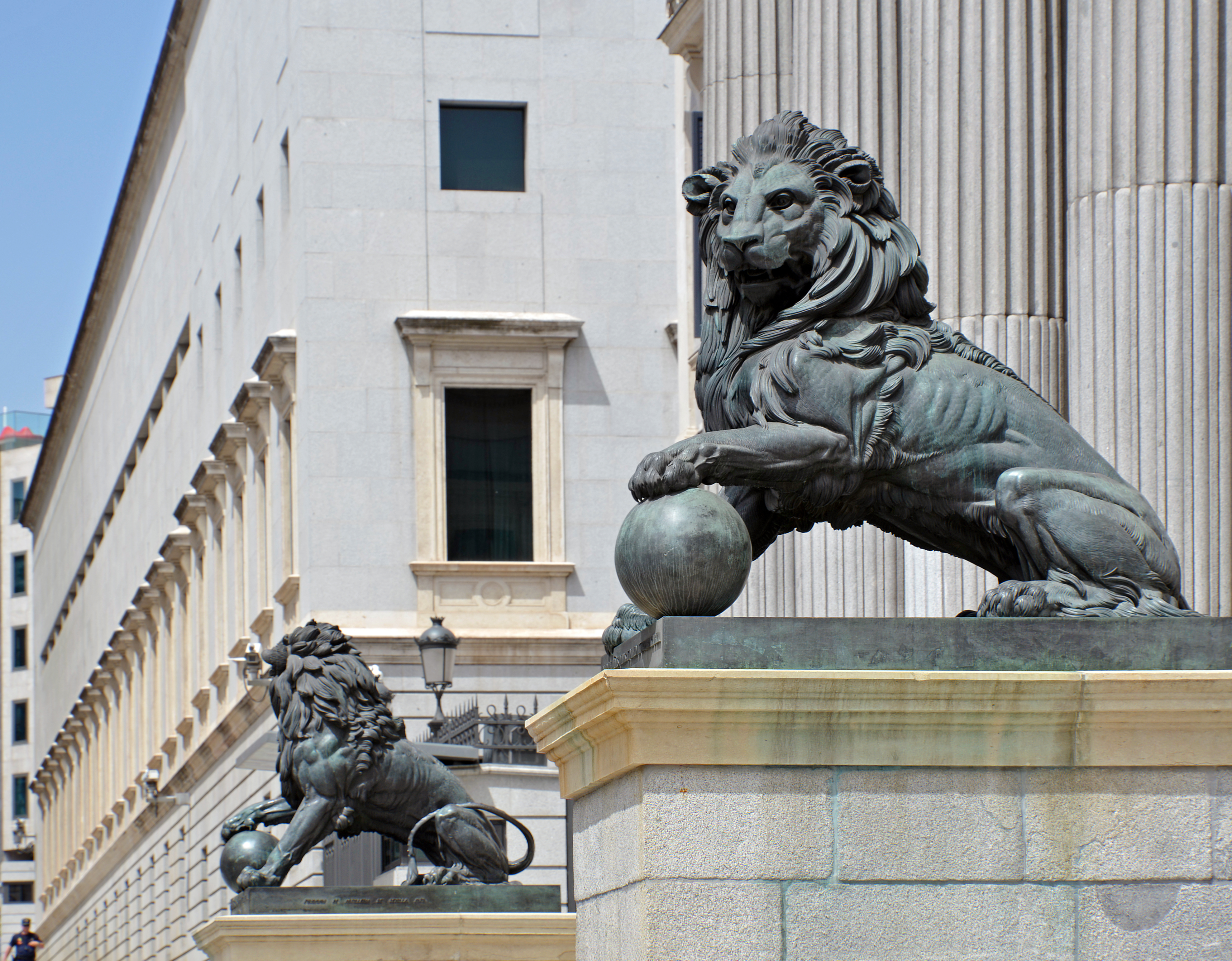
Los leones de las Cortes que fueron fundidos con los cañones capturados en la batalla de Wad-Ras.

Una canción popular decía:

El día 6 de febrero
nos tenemos que acordar
que entramos los españoles
en la plaza de Tetuán.
La plaza de Tánger la van a tomar,
también han ganado la de Tetuán

La Diputación de Barcelona encargó al pintor Mariano Fortuny, nacido en Reus como el general Prim, una serie de cuadros conmemorativos, basados en los bocetos que había hecho Fortuny en su visita a los principales escenarios de la guerra. Una de las obras que más reconocimiento recibió fue una pintura de gran formato y visión panorámica titulada La Batalla de Wad-Ras, que le costó varios años terminar. Por su parte el gobierno llevó a cabo una "política de memoria", aprovechando la ola de fervor patriótico, que se plasmó en nombres de plazas, calles y barrios —el barrio de Tetuán de las Victorias en Madrid; la plaza de Tetuán y la calle Wad-Ras en Barcelona; o la plaza de Tetuán en Valencia— y en monumentos públicos, como el levantado al general Juan Prim en Reus, su ciudad natal.

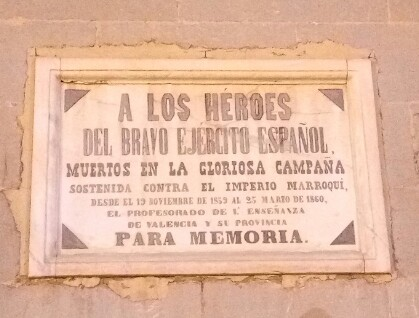
Placa en homenaje en la plaza de Tetuán de Valencia.

## Anecdotario
Tras la guerra de África, se hace acampar al Ejército victorioso en un descampado al norte de Madrid, mientras se hacen los preparativos para una entrada triunfal en la capital que nunca sucedió. Alrededor del campamento —que de provisional se iba convirtiendo en permanente— se fueron instalando comerciantes y se creó el barrio conocido hasta hoy como «Tetuán de las Victorias».
Con los cañones capturados en la batalla de Wad-Ras se fundieron e hicieron los hoy famosos leones del Congreso para ser colocados en la entrada del Palacio de las Cortes, sede del Congreso de los Diputados.